# نفرین گل طلایی
نفرین گل طلایی (به انگلیسی: Curse of the Golden Flower) فیلمی چینی، محصول سال ۲۰۰۶، به کارگردانی ژانگ ییمو است. این فیلم در زمان ساخت با بودجه ۴۵ میلیون دلار پر هزینه‌ترین فیلم تاریخ چین تا آن زمان بود.

## داستان
نفرین گل طلایی، داستانی باستانی از فساد در خانوادهٔ سلطنتی را بیان می‌کند. در قرن دهم میلادی، همگان در ظاهر منتظر فرارسیدن روز جشن گل طلایی هستند. در این روز تمام محوطهٔ کاخ امپراتوری، با داوودی‌های زرد رنگ پوشیده می‌شود و همگان به جشن و پایکوبی می‌پردازند. اما جشن امسال آبستن حوادثی پشت پرده است. اشکال کار هم در ساختار در هم گسیختهٔ خانوادهٔ سلطنتی است.
امپراتور(چو یون فات) سالها قبل ازدواجی داشته که حاصلش یک فرزند پسر، پرنس وان (لیو یه) است که اکنون شانس اول تاجداری پس از پدر است، اما مادر او فوت می‌کند و امپراتور جاه‌طلب پس از مدتی با یگانه دختر امپراتور سابق و امپراتریس کنونی (گونگ لی) ازدواج می‌کند. امپراتریس زنی فوق‌العاده باهوش، دانا و مکار است و همواره مانند خاری در چشم امپراتور. آنها دو فرزند پسر دارند پرنس جی (جی چو) و پرنس یو (جونجی کین). حالا پس از گذشت سالها که باید جانشین دیگر در فکر تشکیل دولت باشد، امپراتریس قصد دارد فرزند محبوبش پرنس جی را بر تخت بنشاند، هرچند که عشق پنهانی با پرنس وان هم در سر دارد که پرنس از ترس خشم پدر از آن گریزان شده‌است. او معشوقه‌ای دارد که ندیمهٔ مخصوص امپراتریس است و دختر پزشک مخصوص قصر. امپراتور که به همسرش مشکوک شده که نقشه‌هایی در سر می‌پروراند، اما از سویی چون همسرش شاهزاده خانم چین است نمی‌تواند مستقیماً خونش را بریزد بنابراین نقشه‌ای طرح می‌کند: با همکاری پزشک و دختر او، در دارویی که هر دو ساعت ملکه آن را مصرف می‌کند مقداری قارچ بسیار سمی پارسی می‌ریزد، این مقدار تا دو ماه دیگر امپراتریس را کاملاً دیوانه می‌کند و او خود بخود از روند کارها حذف می‌گردد. امپراتریس اما، از توطئهٔ همسرش خبر دارد با این حال آن دارو را مصرف می‌کند و چشم به راه پسرش، پرنس جی دارد که در مناطق مرزی خدمت می‌کند و برای جشن به قصر باز خواهد گشت و در روزهای انتظار مدام با نخ طلا بر پارچه‌های ابریشم گل طلایی گلدوزی می‌کند. همگان از این کار او در تعجبند و نمی‌دانند او نیز هدفی در سر دارد. پرنس جوان به هنگام بازگشت بلافاصله نزد مادرش می‌رود و چون راز مرگ تدریجی مادرش را از زبان او می‌شنود تصمیم به انتقام از پدر می‌گیرد و با مادر پیمان می‌بندد در روز جشن، با سربازانش تاج و تخت را از چنگ پدرش درآورد درحالی‌که دستمال‌های گلدوزی مادر را برگردن خود و سپاهش دارند. در این میان، امپراتریس ماجرای عاشقانهٔ ندیمه و شاهزاده وان را در می‌یابد و پزشک نیز بلافاصله استعفا می‌دهد و با دخترش به نزد همسرش بازمی‌گردد اما وان تا آنجا هم به دنبال دخترک می‌رود، اینبار همسر پزشک در می‌یابد و شاهزاده را برآشفته از خانه بیرون می‌کند و به اصرارهای همسرش تنها پاسخ می‌دهد که این عشق باید بین این دو کاملاً فراموش شود. در همین حین طی حمله‌ای وحشیانه به منزل پزشک، پزشک کشته می‌شود و همسر پزشک خشمگین از آنکه می‌داند انگیزهٔ این عمل چیست و شوهرش چرا قربانی است با دخترش برای برداشتن پردهٔ آخر می‌رود و این در حالیست که روز جشن فرا رسیده و تمام تراژدیها ناگهان رخ می‌دهد…